# Thymus pectinatus
Thymus pectinatus — вид рослин родини глухокропивові (Lamiaceae), ендемік центральної Туреччини.

## Поширення
Ендемік центральної Туреччини.